# Homoneura luteoscutellata
Homoneura luteoscutellata är en tvåvingeart som beskrevs av Mitsuhiro Sasakawa 1991. Homoneura luteoscutellata ingår i släktet Homoneura och familjen lövflugor. Inga underarter finns listade i Catalogue of Life.